# 合力追踪
合力追蹤（英語：TraceTogether）是新加坡政府在2019冠狀病毒病新加坡疫情下為了加強接觸者追蹤而實行的計劃。根據新加坡政府，應用程式的主要目標是快速辨認可能與COVID-19確診者有密切接觸的人。合力追蹤採用開放源碼發布，公眾或科技業界可下載程式源碼檢查程式的運作，其原本只是一個應用程式，但後來推出了「便攜防疫器」，方便未必擁有智能手機的長者和小孩參與計劃。這個系統有助於確認曾經接觸的陌生人。可是，應用程式的紀錄遭當地警方用作調查罪案，引發社會爭論。
2023年2月9日，新加坡政府宣布不再使用合力追蹤。

## 手机应用
合力追踪手机应用采用了新加坡政府开发的BlueTrace协议，利用蓝牙低功耗功能记录用户行程，该协议的开源版本OpenTrace在第三版GNU通用公共许可证下发布，获澳大利亚、新西兰等地的政府部门应用于其国内的手机接触者追踪软件。首版合力追踪应用仅支持手机号注册，之后发布的版本增加新加坡国民身份证和护照注册方式，方便游客使用。
2021年4月22日，新加坡政府宣布于同年6月起在商场、学校和办公地点等高人流地点强制使用合力追踪。

## 携手防疫器
基于蓝牙低功耗功能的行程记录器——携手防疫器于2020年9月开始发放，适用于没有安装手机版应用的群体。

## 争议
新加坡內政部政務部長陳國明于2021年1月在新加坡国会上指出，合力追踪的用户数据可根据新加坡《刑事訴訟法》规定用于刑事調查。。新加坡智慧国及数码政府署称，警方只会在七类严重刑事案件调查时才会使用合力追踪用户数据，并修法明確使用規範。
2021年11月8日傍晚，合力追蹤有至少两个小时无法显示用户的冠病疫苗接种情况。